# Duszewność

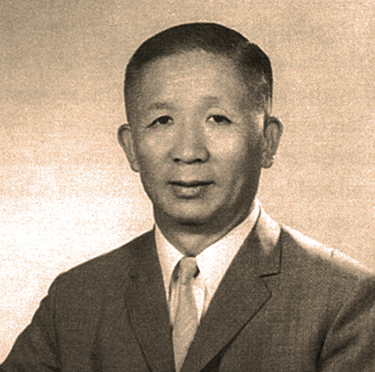
Witness Lee, który upowszechnił temat duszewności na Zachodzie

Duszewność (ang. soulishness) – działanie w sferze religii poprzez nieprzemienioną przez współpracę z łaską Bożą aktywność naturalnych władz duszy: rozumu, woli, pamięci i uczuć oraz mylące uważanie tego za autentyczne życie wiarą wypływające z ducha ludzkiego złączonego z Trójcą Świętą .

## Pochodzenie pojęcia
Pojęcie „duszewność” wynika z dosłownego przekładu nowotestamentowego określenia greckiego psychikos; łacińskiego animalis (liczba mnoga: gr. psychikoi; łac. animales) na „duszewny” / „duszewni” (ang. soulish). Określenie to pochodzi od gr. psyche; łac. anima, ang. soul – dusza . Słowo psychikos zostało przełożone w Biblii ostrogskiej jako: duszewen. Odpowiednio w Rosyjskim Tłumaczeniu Synodalnym (druga poł. XIX wieku): duszjewnyj, w ukraińskim przekładzie Kulisza (1871 rok): duszewnyj, w macedońskim: duszewniot, w bułgarskim (synodalnym): duszewnijat. Słowo „duszewny” nie jest nowe w języku polskim. Znajduje się w „Słowniku Języka Polskiego” Samuela Bogumiła Lindego, t. I, Warszawa 1807, a nawet jeszcze w „Słowniku Arcta Języka polskiego” z 1920 roku, wyjaśnione jako: „od duszy, duszy się tyczący”. W staropolszczyźnie używana też była forma „duszny” („duszne zbawienie”, czyli zbawienie duszy).
Wśród anglojęzycznych przekładów Biblii, trzy oddają dosłownie ten wyraz. ExeGeses Companion Bible (ECG) ma: soulical, a Concordant Literal Version (CLV) i Recovery Version: soulish (od soul – dusza). Toczyła się dyskusja, czy formy te są synonimami, czy też mają osobne odcienie znaczeniowe, a w jej efekcie sprecyzowano, iż forma soulical jest bardziej subtelna, odnosi się do niedojrzałego wierzącego, zaś soulish jest dosadna, oznacza jedynie powierzchownie religijnego.
W Listach Apostolskich napisane jest o ludziach cielesnych, duszewnych i duchowych. W Liście do Rzymian (zob. 8, 4-13) ludzie dzielą się na żyjących według ciała i według Ducha (lub raczej ducha, zależnie od kontekstu). Natomiast w kilku innych miejscach (1 Kor 2, 14; Jud 19; por. Jk 3, 15; 1 Kor 15, 44-46) są także ludzie duszewni. Są to ci, którzy nie pojmują istoty spraw duchowych: Człowiek zmysłowy (intelektualny, naturalny, duszewny; gr. psychikos) bowiem nie pojmuje tego, co jest z Bożego Ducha. Głupstwem mu się to wydaje i nie może tego poznać, bo tylko duchem można to rozsądzić. Człowiek zaś duchowy (gr. pneumatikos) rozsądza wszystko, lecz sam przez nikogo nie jest sądzony (1 Kor 2, 14-15). Jak piszą Apostołowie św. Piotr i św. Juda: Ci zaś (duszewni) wypowiadają bluźnierstwa na Chwały i na to, czego nie znają (por. 2 P 2, 10. 12 i Jud 8. 10). Problem ten przedstawia św. Juda Apostoł, uprzedzający: Wy zaś umiłowani, przypomnijcie sobie te słowa, które były zapowiedziane przez Apostołów Pana naszego Jezusa Chrystusa, gdy mówili do was, że w ostatnich czasach pojawią się szydercy, którzy będą postępowali według własnych bezecnych pożądliwości. Oni to powodują podziały (w Wulgacie: sami siebie odłączają), [a sami] są cieleśni (dosłownie: duszewni; gr. psychikoi; łac. animales) [i] Ducha (lub: ducha) nie mają (Jud 17-19) .
Według Nowego Testamentu człowiek duszewny w Kościele, to wierzący, autentycznie bądź pozornie, ale kierujący się w religii nie duchem, lecz tylko nieprzemienionymi [jeszcze], a zatem zranionymi i zaćmionymi przez grzech, władzami duszy: naturalnym rozumem (intelektem), naturalną wolą (gorliwością), nieuzdrowioną pamięcią, nieuporządkowanymi uczuciami (emocjami) i wyobraźnią (fantazją), lub głównie doznaniami zmysłowymi . W oryginale greckim człowiek taki to psychikos (od psyche – dusza). Pozostałe dwa rodzaje ludzi, to: duchowy; gr. pneumatikos (od pneuma – duch) oraz cielesny; gr. sarkikos (od sarks – ciało). W łacińskiej Wulgacie odpowiednio: animalis (od anima), spiritualis (od spiritus) i carnalis (od caro). Tłumaczenia Biblii w różnych językach słowa oznaczającego „duszewny” (psychikos) na „naturalny”, nie oddaje głębi sensu, choć jest ogólnie bliskie, zaś „intelektualny” (jak jest w kilku przekładach) i „zmysłowy” wskazują na tylko jeden z aspektów . Jako tłumaczenie greckiego psychikoi zastosowano też w języku polskim określenie „psychicy”, użyte w tłumaczeniach i komentarzach do pism Tertuliana.

## Sens teologiczny

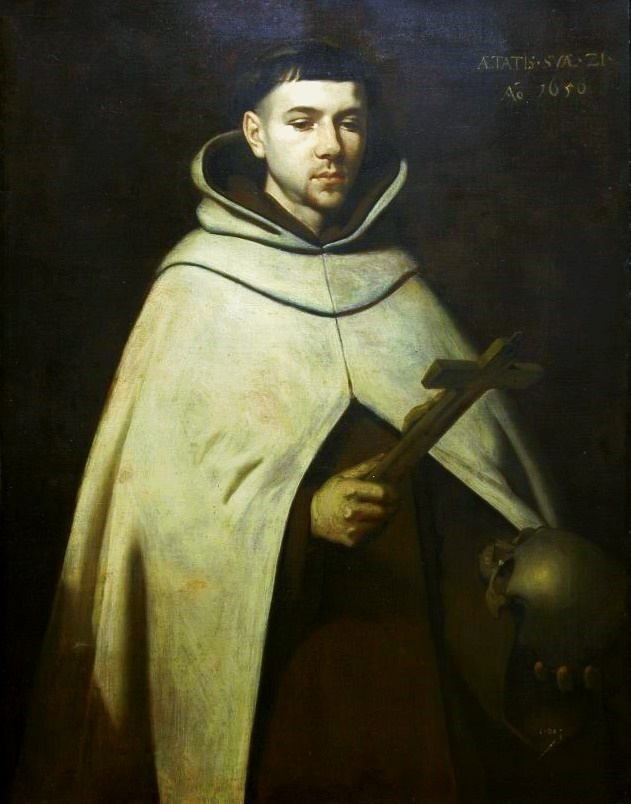
św. Jan od Krzyża kontemplujący Boga

Pojęcie duszewności jest stosowane w teologii części środowisk pentekostalnych, dążących do pogłębionej refleksji nad życiem duchowym i formacją chrześcijańską. Sens jego jest natomiast obecny w całej chrześcijańskiej teologii mistycznej i ascetycznej, jako różnego rodzaju niedoskonałość w życiu duchowym. W IV wieku św. Makary Wielki Egipski nauczał, iż przebóstwienie jest „przemianą duszy pod wpływem Boskiej mocy i stopniowym uduchawianiem duszewnej pneumy”, aż do zjednoczenia duszy z Bogiem. Opis różnorakich przejawów duszewności (nazywanych „niedoskonałością duszy”, „błędem początkujących”, „przywiązaniem duszy”, „szkodą duchową”) zawierają dzieła św. Jana od Krzyża, Doktora Kościoła z XVI wieku. O konieczności przezwyciężania tego, co współcześnie określa się jako „duszewność” pisał on, około roku 1580, przeciwstawiając autentyczne życie ducha posługiwaniu się naturalnymi władzami duszy:

„Odczucia, uczucia i pojmowania ducha doskonałego, będąc boskie, są innej miary i innego rodzaju, są tak wzniosłe i dalekie od naturalnych, że dla aktualnego i habitualnego posiadania jednych trzeba odrzucić i unicestwić drugie. Dwa przeciwieństwa bowiem nie mogą być w jednym i tym samym podmiocie. [...] Dla osiągnięcia więc tak wzniosłego stanu trzeba koniecznie, by ta ciemna noc kontemplacji unicestwiła i zmiażdżyła duszę w jej nędzy. Ciemność ta musi trwać tak długo, dopóki nie usunie i nie wyniszczy nabytego przez długi czas przyzwyczajenia do pojęć i rozumowań naturalnych. [...] Potrzeba również, aby dusza została wprowadzona w ogołocenie i ubóstwo duchowe i by została oczyszczona z wszelkiej podpory, pociechy i pojmowań naturalnych, tak co do rzeczy niebieskich, jak i ziemskich. [...] I dopiero po tym oczyszczeniu, wyzbywszy się starego człowieka i osiągnąwszy za pośrednictwem tej nocy prawdziwe ubóstwo duchowe, wchodzi dusza w owo nowe i błogosławione życie, czyli w stan zjednoczenia z Bogiem.

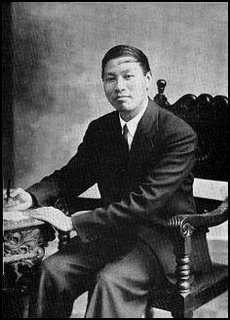
Watchman Nee, mistrz duchowości jako zjednoczenia z Chrystusem

W XX stuleciu temat duszewności szeroko opracował Watchman Nee autor obszernych dzieł na temat konieczności uwalniania się ludzkiego ducha od przywiązań duszy oraz jego uczeń i popularyzator Witness Lee, także o bogatej twórczości w tej dziedzinie. Zdaniem Watchmana Nee, używającego konsekwentnie pojęcia „duszewność”, jest ona „jednym z największych i najbardziej powszechnych zagrożeń dla życia duchowego chrześcijanina i zarazem dla życia całego Kościoła”. Nauczał on w 1948 roku:

„Na tym właśnie polega problem dzisiejszego Kościoła. Być może strzeżemy swojej mądrości niczym skarbu i uważamy, że przewyższamy nią innych. Ktoś inny znowu niezwykle ceni sobie swoje uczucia i też myśli, że jest kimś wyjątkowym. [...] Jeśli zewnętrzna część nie zostanie rozbita, wewnętrzna część nie będzie mogła się wydostać. Nie będziemy mogli posunąć się naprzód ani Kościół nie pójdzie dalej. [...] Nasza istota musi zostać skruszona przez Pana. Życie Pana może bez trudu rozprzestrzenić się po całej ziemi, jest jednak zamknięte wewnątrz nas! Pan z powodzeniem może błogosławić swój Kościół, lecz Jego życie jest w nas uwięzione, zasklepione i zablokowane!”.

Podstawą antropologiczną dla pojęcia „duszewności” jest przyjęcie biblijnego trójpodziału: duch (hebr. ruah; gr. pneuma; łac. spiritus) – dusza (hebr. nephesz; gr. psyche; łac. anima) – ciało (hebr. baszar; gr. soma; łac. corpus). Pojęcie „duszewność” jest zatem uzupełnieniem, stosowanych powszechnie w tym kontekście, pojęć „duchowość” i „cielesność”  . Tradycyjna antropologia filozoficzna i teologiczna rozróżnia zwykle tylko ciało i duszę, jako całą duchową część osoby ludzkiej, bądź przy zastosowaniu trójpodziału, w miejsce „ducha” stawia „umysł” (gr. nous; łac. mens). Antropologia biblijna idzie bardziej w głąb, gdyż jej głównym zainteresowaniem jest zbawienie człowieka, a nie poznanie struktury bytu. Tym, co jest zdolne oddzielić duszę od ducha, jest właśnie żywe Słowo Boże (por. Hbr 4, 12) .

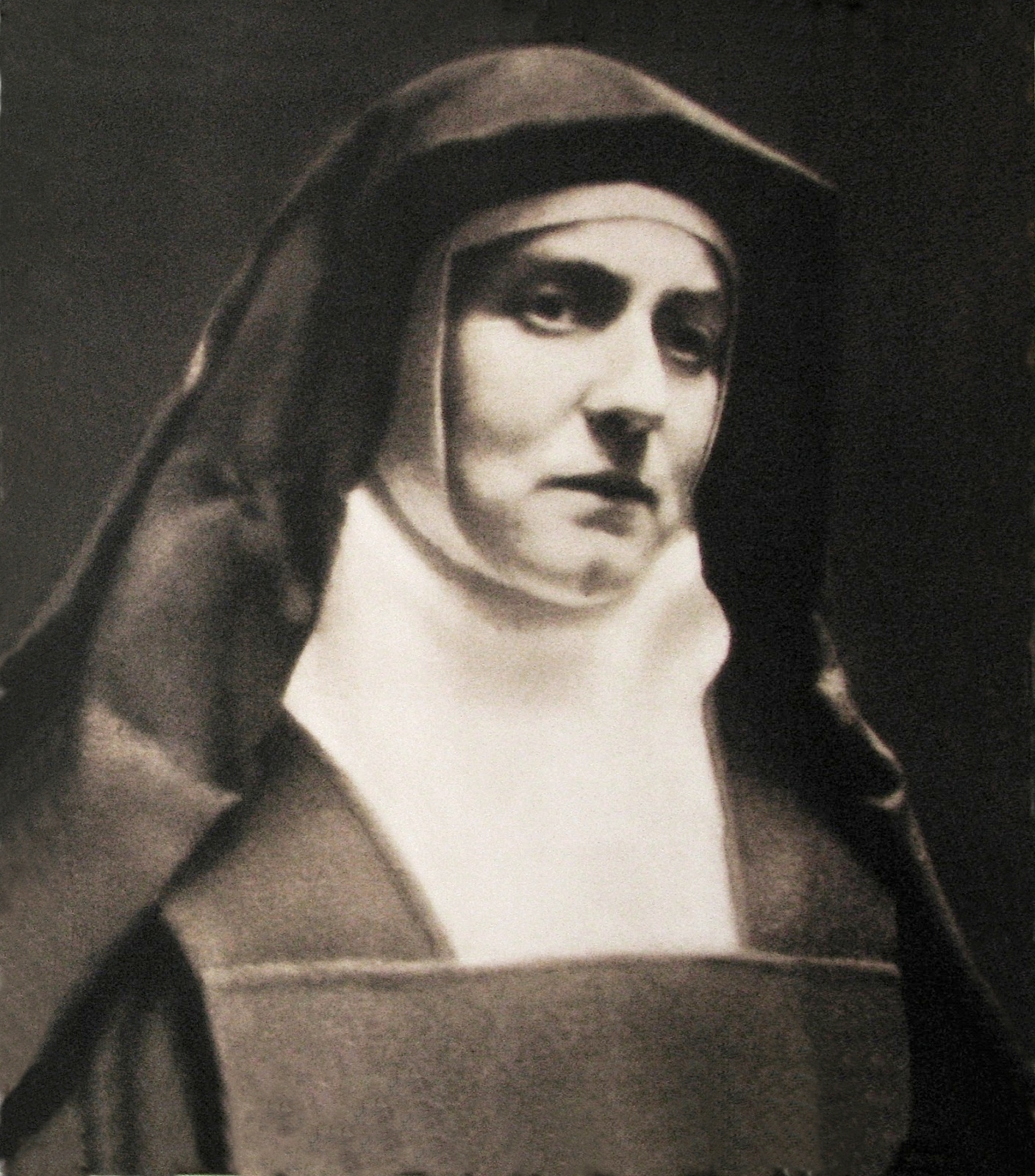
św. Teresa Benedykta od Krzyża

Kościół katolicki naucza, iż w tym stwierdzeniu Pisma Świętego nie chodzi o substancjalne rozdzielanie duszy i ducha, jako osobnych bytów, ale o rozróżnianie ich, potrzebne do dojrzewania, uświęcania i wzrastania ku Bogu całej natury człowieka pod wpływem łaski. Bowiem „rozróżnienie to nie wprowadza jakiegoś dualizmu w duszy (Sobór Konstantynopolitański IV w 870 roku), lecz duch oznacza, że człowiek, począwszy od chwili swego stworzenia, jest skierowany ku swojemu celowi nadprzyrodzonemu (Sobór Watykański I w 1870 roku)”.  Św. Teresa Benedykta od Krzyża, karmelitanka (Edyta Stein) precyzując, upatruje w „duchu” najwyższą część (aspekt) duszy, która jest bezpośrednio skierowana ku Trójcy Świętej, zaś „dusza” (w rozumieniu Nowego Testamentu), to te aspekty całej duszy, które są bliższe ciału, czyli jej rola formy ciała. W kontekście tego rozważa określenia ciało duszewne (gr. σώμα ψυχικόν, łac. corpus animale, niem. beseeltes Leib) i ciało duchowe (gr. σῶμα πνευματικόν, łac. corpus spirituale, niem. Geistleib) w 1 Kor 15, 44-46.
Pismo Święte również w innych kontekstach odróżnia duszę od ducha. Księga Mądrości stwierdza o człowieku, iż Bóg tchnął w niego duszę działającą i napełnił duchem żywotnym (Mdr 15, 11). Te określenia zwracają uwagę, iż właściwością duszy jest działanie, ducha zaś życie. Dusza jest więc czymś bardziej zewnętrznym i funkcjonalnym względem ducha (czy raczej duch stanowi najistotniejszą jej część), toteż religijność „duszewna”, czyli wypływająca tylko z duszy w tym węższym znaczeniu (nie obejmującym swym zakresem „ducha”), jest powierzchowna, pozbawiona istoty – życia duchowego. Jest intelektualizmem, bądź pobożnościowym aktywizmem. Św. Paweł Apostoł modli się, aby nienaruszony duch wasz, dusza i ciało bez zarzutu zachowały się na przyjście Pana (1 Tes 5, 23). Podobnie Najświętsza Maryja Panna śpiewa: Wielbi dusza (gr. psyche; łac. anima) moja Pana i raduje się duch (gr. pneuma; łac. spiritus) mój w Bogu, zbawicielu moim! (Łk 1, 46-47). Dlatego List do Hebrajczyków podkreśla, że Słowo Boże osądza pragnienia i myśli serca, czyli to, czy wola i rozum (władze duszy) we wnętrzu człowieka, a nie na ich powierzchownym poziomie są skierowane ku duchowi (oraz Duchowi), czy ku ciału. To drugie skierowanie uniemożliwia autentyczne poznanie Słowa Bożego, dlatego Jezus Chrystus powiedział: Błogosławieni czystego serca, albowiem oni Boga oglądać będą (Mt 5, 8), a w jakimś stopniu już oglądają. Wszystkie aspekty natury człowieka mają być zatem nakierowane ku Bogu .
Naturalne władze duszy same w sobie nie są złe, z natury służące szatanowi, lecz uległy autonomizacji przez grzech i kontrolują człowieka, co jest istotną cechą duszewności, zamiast być narzędziem ducha oraz nie przystają do odbioru rzeczywistości duchowej, dlatego muszą zostać przemienione przez łaskę, a w trakcie tego procesu nawet uciszone .
Odróżnianie duszy od ducha, powiązane z problemem duszewności, stanowi podstawę teologiczną dla praktyki modlitw o uzdrowienie wewnętrzne i uzdrowienie międzypokoleniowe, stosowanej przez chrześcijan różnych wyznań. Twierdzą oni, że wina grzechu jest gładzona w duchu człowieka od razu przez usprawiedliwienie, lecz rozmaite skutki grzechu mogą pozostawać we władzach duszy, która wymaga przez to osobnego procesu uzdrawiania .
Według Pisma Świętego, w momencie nowego narodzenia (przyjęcia łaski uświęcającej) duch człowieka zostaje ożywiony, złączony z Bogiem. To dzieje się od razu, gdyż duch posiada życie na skutek usprawiedliwienia (Rz 8, 10). Natomiast całe życie chrześcijańskie jest umacnianiem wewnętrznego człowieka (por. Ef 3, 16; Rz 7, 22), czyli władz duszy, aż osiągniecie cel waszej wiary – zbawienie dusz (1 P 1, 9). Jednym z elementów tego procesu, jest przemienianie się przez odnawianie umysłu (por. Rz 12, 2; zob. Hbr 5, 14). Przy pomocy Słowa Bożego, które posiada moc burzenia, dla Boga, twierdz warownych. Udaremniamy ukryte knowania i wszelką wyniosłość przeciwną poznaniu Boga, i wszelki umysł poddajemy w posłuszeństwo Chrystusowi (2 Kor 10, 4-5). Autentyczna duchowość chrześcijańska podporządkowuje umysł, a w dalszej konsekwencji wolę, pamięć, wyobraźnię, uczucia, zmysły i ciało Bogu w Duchu, poprzez jednoczenie z Chrystusem Panem, który jest Głową, pod którą wszystko ma być poddane (zob. Ef 1, 10).